# 2001 au Yukon
Chronologie du Yukon
- 1997
- 1998
- 1999
- 2000
- 2001
- 2002
- 2003
- 2004
- 2005

Cette page concerne des événements d'actualité qui se sont produits durant l'année 2001 dans le territoire canadien du Yukon.

## Politique
- Premier ministre : Pat Duncan (Parti libéral)
- Chef de l'Opposition officielle : Eric Fairclough (NPD)
- Commissaire : Jack Cable (en)
- Législature : 30e

## Événements
- Nicole Dion devient la présidente de l'Association franco-yukonnaise[1].
- Ouverture du Centre de la Francophonie[2].

## Naissances
- 9 février : Dylan Cozens, joueur de hockey sur glace.

## Décès
- Norman Chamberlist (en), député territoriale de Whitehorse-Est (1961, 1967-1974) (º 1918)